# Шаройко, Марфа Дмитриевна
Ма́рфа Дми́триевна Шаро́йко - советский хозяйственный, государственный и политический деятель.

## Биография
Родилась в 1898 году. Член ВКП(б).
С 1939 года - на хозяйственной, общественной и политической работе. В 1939-1957 гг. — заместитель народного комиссара мясной и молочной промышленности Белорусской ССР, исполняющая обязанности председателя Исполнительного комитета Барановичского областного Совета, народный комиссар, министр мясной и молочной промышленности Белорусской ССР, министр промышленности мясных и молочных продуктов Белорусской ССР.
Избиралась депутатом Верховного Совета СССР 3-го созыва.
Умерла в Минске в 1978 году.